# Stercobilinogène
Le L-stercobilinogène est un métabolite incolore issu de la digestion de la bile et produit essentiellement par la dégradation de la bilirubine par les bactéries de la flore intestinale. Il est oxydé en stercobiline, responsable de la coloration des matières fécales.